# Принц-консорт
Принц-консо́рт, реже принц-супруг, — супруг правящей королевы, сам не являющийся суверенным монархом в своём праве (за исключением тех случаев, когда он сам является королём другой страны). Титулование — Королевское высочество, в случае короля-консорта — Величество.  
В признание статуса супруга королевы её мужу может быть дан формальный титул — принц, принц-консорт (принц-супруг) или король-консорт (король-супруг). 

## История титула
Титул принца-консорта был присвоен королевой Викторией в 1857 году своему супругу, принцу Альберту. При этом в британской истории до правления Виктории было 5 правящих королев (4 королевы Англии и 1 королева Шотландии). Елизавета I замуж не вышла, а муж королевы Марии II,  Вильгельм III Оранский, был провозглашён королём по собственному праву. Ещё 3 королевы имели мужей, которые носили разные титулы и обладали разными полномочиями. Муж королевы Англии Марии I, испанский король Филипп II, носил титул короля Англии «по праву жены» (лат. jure uxoris), владея полномочиями, равными полномочиям жены. Георг Датский, муж королевы Анны, носил единственный британский титул герцога Камберленда. Официальные же титулы королевы Шотландии Марии Стюарт окончательно решены не были. Её первые 2 мужа, король Франции Франциск II и Генри Стюарт, лорд Дарнли были объявлены королями-консортами и стремились получить признание королевского титула по праву жены, но официально данный вопрос решён так и не был.
После смерти королевы Виктории единственным принцем-консортом по положению был Филипп, герцог Эдинбургский, супруг королевы Елизаветы II. Хотя он и носил титул принца Соединённого королевства, но официально титул принца-консорта ему присвоен не был.
Аналогичный титул, в том числе и ретроспективно, иногда используется и в других монархиях. Так, Хенрик Датский официально титуловался как Его Королевское Высочество принц-консорт (дат. Hans Kongelige Højhed Prinsgemalen). В случае смерти королевы принц-консорт становится просто принцем.
В современном английском языке существует традиция  употреблять термин консорт и по отношению к королевам — супругам правящих королей. Такая королева именуется королевой-консортом.
В Шотландии (до объединение с Англией), Испании и Бразилии мужья правящих королев носили мужские эквиваленты титулов своих супруг а не более низкий титул принца-консорта (по крайней мере после рождения детей).

## Список принцев-консортов

### Англия
| № | Изображение | Имя                             | Родители                                                       | Рождение      | Брак                     | Стал консортом               | Перестал быть консортом          | Смерть           | Супруга (Монарх) |
| - | ----------- | ------------------------------- | -------------------------------------------------------------- | ------------- | ------------------------ | ---------------------------- | -------------------------------- | ---------------- | ---------------- |
| 1 |             | лорд Гилфорд Дадли              | Отец: Джон Дадли, 1-й герцог Нортумберленд Мать: Джейн Гилфорд | ок. 1535      | 15 мая 1553              | 10 июля 1553 Восшествие жены | 19 июля 1553 Смещение жены       | 12 февраля 1554  | Джейн            |
| 2 |             | Филипп II (король Испании)      | Отец: Карл V Габсбург Мать: Изабелла Португальская             | 21 мая 1527   | 25 июля 1554             | 25 июля 1554                 | 17 ноября 1558 Смерть жены       | 13 сентября 1598 | Мария I          |
| 3 |             | Георг Датский герцог Камберленд | Отец: Фредерик III Мать: София Амалия Брауншвейг-Люнебургская  | 2 апреля 1653 | 28 июля (7 августа) 1683 | 8 марта 1702 Восшествие жены | 1 мая 1707 Акт об унии 1707 года | 28 ноября 1708   | Анна             |

### Шотландия
| № | Изображение | Имя                                               | Родители                                                      | Рождение       | Брак                     | Стал консортом               | Перестал быть консортом          | Смерть          | Супруга (Монарх) |
| - | ----------- | ------------------------------------------------- | ------------------------------------------------------------- | -------------- | ------------------------ | ---------------------------- | -------------------------------- | --------------- | ---------------- |
| 1 |             | Франциск II (король Франции)                      | Отец: Генрих II (король Франции) Мать: Екатерина Медичи       | 19 января 1544 | 24 апреля 1558           | 24 апреля 1558               | 5 декабря 1560                   | 5 декабря 1560  | Мария I Стюарт   |
| 2 |             | Генри Стюарт, лорд Дарнли (король-консорт)        | Отец: Мэтью Стюарт, 4-й граф Леннокс Мать: Маргарет Дуглас    | 7 декабря 1545 | 29 июля 1565             | 29 июля 1565                 | 10 февраля 1567                  | 10 февраля 1567 | Мария I Стюарт   |
| 3 |             | Джеймс Хепберн, 4-й граф Ботвелл (король-консорт) | Отец: Патрик Хепберн, 3-й граф Ботвелл Мать: Агнес Синклер    | ок. 1534       | 15 мая 1567              | 15 мая 1567                  | 24 июля 1567 Отречение жены      | 14 апреля 1578  | Мария I Стюарт   |
| 4 |             | Георг Датский герцог Камберленд                   | Отец: Фредерик III Мать: София Амалия Брауншвейг-Люнебургская | 2 апреля 1653  | 28 июля (7 августа) 1683 | 8 марта 1702 Восшествие жены | 1 мая 1707 Акт об унии 1707 года | 28 ноября 1708  | Анна             |

### Великобритания
| № | Изображение | Имя                                     | Родители                                                                              | Рождение        | Брак                     | Стал консортом                                      | Перестал быть консортом | Смерть          | Супруга (Монарх) |
| - | ----------- | --------------------------------------- | ------------------------------------------------------------------------------------- | --------------- | ------------------------ | --------------------------------------------------- | ----------------------- | --------------- | ---------------- |
| 1 |             | Георг Датский герцог Камберленд         | Отец: Фредерик III Мать: София Амалия Брауншвейг-Люнебургская                         | 2 апреля 1653   | 28 июля (7 августа) 1683 | 1 (12) мая 1707 Создание Королевства Великобритании | 28 ноября 1708          | 28 ноября 1708  | Анна             |
| 2 |             | Альберт Саксен-Кобург-Готский           | Отец: Эрнст I (герцог Саксен-Кобург-Готский) Мать: Луиза Саксен-Кобург-Альтенбургская | 26 августа 1819 | 10 февраля 1840          | 10 февраля 1840                                     | 14 декабря 1861         | 14 декабря 1861 | Виктория         |
| 3 |             | Филипп Маунтбэттен, герцог Эдинбургский | Отец: Андрей, принц Греческий и Датский Мать: Алиса Баттенберг                        | 10 июня 1921    | 20 ноября 1947           | 6 февраля 1952 Вступление жены                      | 9 апреля 2021           | 9 апреля 2021   | Елизавета II     |

### Дания
| № | Изображение | Имя                         | Родители                                                                            | Рождение     | Брак         | Стал консортом                  | Перестал быть консортом | Смерть          | Супруга (Монарх) |
| - | ----------- | --------------------------- | ----------------------------------------------------------------------------------- | ------------ | ------------ | ------------------------------- | ----------------------- | --------------- | ---------------- |
| 1 |             | Хенрик де Лаборд де Монпеза | Отец: Андрэ, граф де Лаборд де Монпеза (Лаборд де Монпеза) Мать: Рене-Ивонн Дурсено | 11 июня 1934 | 10 июня 1967 | 14 января 1972 Восхождение жены | 13 февраля 2018         | 13 февраля 2018 | Маргрете II      |

### Нидерланды
| № | Изображение | Имя                           | Родители                                                                           | Рождение        | Брак           | Стал консортом                  | Перестал быть консортом       | Смерть         | Супруга (Монарх) |
| - | ----------- | ----------------------------- | ---------------------------------------------------------------------------------- | --------------- | -------------- | ------------------------------- | ----------------------------- | -------------- | ---------------- |
| 1 |             | Генрих Мекленбург-Шверинский  | Отец: Фридрих Франц II Мекленбург-Шверинский Мать: Мария Шварцбург-Рудольштадтская | 19 апреля 1876  | 7 февраля 1901 | 7 февраля 1901                  | 3 июля 1934                   | 3 июля 1934    | Вильгельмина     |
| 2 |             | Бернард Липпе-Бистерфельдский | Отец: Бернард Липпе-Бистерфельдский Мать: Армгард фон Зиршторпфф-Крамм             | 29 июня 1911    | 7 января 1937  | 4 сентября 1948 Вступление жены | 30 апреля 1980 Отречение жены | 1 декабря 2004 | Юлиана           |
| 3 |             | Клаус фон Амсберг             | Отец: Клаус Феликс фон Амсберг Мать: Госта фон дем Бусше-Хандденхаузен             | 6 сентября 1926 | 10 марта 1966  | 30 апреля 1980 Вступление жены  | 6 октября 2002                | 6 октября 2002 | Беатрикс         |

### Люксембург
| № | Изображение | Имя                    | Родители                           | Рождение         | Брак          | Стал консортом | Перестал быть консортом       | Смерть        | Супруга (Монарх) |
| - | ----------- | ---------------------- | ---------------------------------- | ---------------- | ------------- | -------------- | ----------------------------- | ------------- | ---------------- |
| 1 |             | Феличе Бурбон-Пармский | Отец: Роберт I Мать: Мария Антония | 28 сентября 1893 | 6 ноября 1919 | 6 ноября 1919  | 12 ноября 1964 Отречение жены | 8 апреля 1970 | Шарлотта         |

### Испания
| № | Изображение | Имя                                       | Родители                                                                  | Рождение    | Брак            | Стал консортом  | Перестал быть консортом         | Смерть         | Супруга (Монарх) |
| - | ----------- | ----------------------------------------- | ------------------------------------------------------------------------- | ----------- | --------------- | --------------- | ------------------------------- | -------------- | ---------------- |
| 1 |             | Франсиско де Асис Бурбон (король-консорт) | Отец: Франсиско де Паула де Бурбон Мать: Луиза Карлота Бурбон-Сицилийская | 13 мая 1822 | 10 октября 1846 | 10 октября 1846 | 30 сентября 1868 Свержение жены | 17 апреля 1902 | Изабелла II      |